# Dasypeltis
Dasypeltis Wagler, 1830 è un genere di serpenti non velenosi della famiglia dei Colubridi, diffusi nelle regioni meridionali e equatoriali dell’Africa, nel Senegal e nel nord Sudan fino al sud del Sudafrica., comunemente noti come mangiatori di uova.

## Descrizione
Le specie di Dasypeltis hanno colorazioni varie, che vanno dal marrone al nero, dal verde al grigio. Sono serpenti non velenosi, possiedono un buon olfatto e tatto, ma una vista pessima, con cui cercano il cibo. Essi riescono a nutrirsi trovando la loro fonte di calorie, le uova, grazie alla lingua e a una fossetta particolare all'altezza della testa.
Questi serpenti hanno subito particolari modificazioni fisiche che consentono loro di ingoiare le uova degli uccelli. Sono serpenti di modeste dimensioni, il cui diametro non supera i tre centimetri. Lungo il mento non esiste la solita piega presente negli altri serpenti, e la pelle ai lati della bocca possiede eccezionali capacità dilatatorie. I denti sono piccoli e poco numerosi, e si trovano sono nella parte posteriore delle fauci. Le ossa della mascella sono saldate fra di loro, mentre quelle della mandibola sono molto più mobili.
Ma la particolarità più notevole di questi serpenti sono le vertebre cervicali: esse sono dotate di sporgenze nella parte inferiore (ipoapofisi) che sbucano direttamente nell'esofago e sono coperte di smalto; in questo modo queste strutture assomigliano a veri e propri denti.

## Biologia
Tutte queste modificazioni servono a questi serpenti per inghiottire le uova: non appena trova un uovo delle giuste dimensioni, il mangiatore di uova lo afferra tra le fauci e lo punta a terra, così da spingerlo oltre le mascelle per iniziare a ingoiarlo intero. Le pareti laterali della bocca e della gola, durante questo processo, si dilatano enormemente, e le squame che ricoprono la regione vengono a trovarsi ben separate fra di loro.
Quando l'uovo è stato interamente inghiottito e ha ormai raggiunto il collo, il mangiatore d'uova chiude la bocca e appoggia il muso contro il terreno. Con movimenti di contrazione dei muscoli, il serpente spinge l'uovo ancora più indietro; passando nell'esofago, l'uovo viene squarciato per il lungo dai cosiddetti "denti vertebrali", poi viene sostanzialmente spremuto e il suo contenuto viene liberato e mandato nello stomaco. Finita questa fase, il mangiatore di uova apre la bocca e con movimenti convulsi rigetta all'esterno il guscio frantumato.

## Tassonomia
Il genere comprende le seguenti specie:
- Dasypeltis abyssina (Duméril, Bibron & Duméril, 1854)
- Dasypeltis atra Sternfeld, 1912
- Dasypeltis confusa Trape & Mané, 2006
- Dasypeltis fasciata Smith, 1849
- Dasypeltis gansi Trape & Mané, 2006
- Dasypeltis inornata Smith, 1849
- Dasypeltis latericia Trape & Mané, 2006
- Dasypeltis medici (Bianconi, 1859)
- Dasypeltis parascabra Trape, Mediannikov & Trape, 2012
- Dasypeltis sahelensis Trape & Mané, 2006
- Dasypeltis scabra (Linnaeus, 1758)